# آزادی‌خواهان (فیلم)
آزادی‌خواهان (انگلیسی: Libertarias) یک فیلم درام تاریخی به کارگردانی بیسنته آراندا است که در سال ۱۹۹۶ منتشر شد. از بازیگران آن می‌توان به لولس لئون، پاتریسیا بیکو و ویکتوریا آبریل اشاره کرد.
در این فیلم سه ساعته آراندا از آنارشیست‌ها در جنگ داخلی اسپانیا حکایت می‌کند.